# Хорис (Канзас)
Хорис (енгл. Horace) град је у америчкој савезној држави Канзас. Према попису из 2020. године, град је имао 102 становника.

## Историја
Хорас је основан 1886. године када је пруга Мисури Пацифик прошла кроз то подручје. Град је добио име по Хорасу Грилију из Чапакве, Њујорк, уреднику Њујорк Трибјуна. Грили је подстицао насељавање западних предела мотом „Иди на запад, млади човече“.
Године 1887, Хорас је званично инкорпориран. Када је дошло време за избор седишта округа, Хорас је био озбиљан кандидат, али је, упркос томе што је био већи од оближњег Трибјуна, изгубио од свог источног суседа, удаљеног само две миље. Ипак, Хорас је наставио да напредује и до 1888. године имао је 300 становника, локалне новине и банку.
Почетком 1900-их, град је имао школу од опеке, железничку радионицу, зграду YMCA, хотел, продавницу прехрамбених производа и баптистичку цркву. Нажалост, данас ниједна од тих зграда више не постоји.
До 1910. године, Хорас је био дом бројним трговачким радњама, телеграфским и експресним канцеларијама, канцеларији за новчане упутнице и 189 становника. Такође је наставио да служи као станица дуж пруге Мисури Пацифик.
Пошта је у Хорасу отворена 1886. године. Затворена је 30. децембра 1965. године, а касније је затворена и железничка станица.
Дана 6. новембра 2007. године, гласачи у руралном округу Грили и у Трибјуну одобрили су консолидацију округа и града. Међутим, Хорас је био против консолидације.

## Географија
Према подацима Бироа за попис становништва Сједињених Држава, град заузима укупну површину од 0,25 квадратних миља (0,65 км²), од чега је цела површина копно.

## Демографија
По попису из 2020. године број становника је 102, што је 32 (45,7%) становника више него 2010. године.
| Група             | 2000.       | 2010.      | 2020.       |
| Белци             | 118 (82,5%) | 63 (90,0%) | 80 (78,43%) |
| Афроамериканци    | 1 (0,7%)    | 2 (2,9%)   | 0 (0%)      |
| Азијати           | 0 (0,0%)    | 0 (0,0%)   | 1 (0,98%)   |
| Хиспаноамериканци | 22 (15,4%)  | 4 (5,7%)   | 13 (12,75%) |
| Укупно            | 143         | 70         | 102         |